# 長尾智一郎
長尾 智一郎（ながお ともいちろう）は、日本の映像作家、アニメーター。
主に、NHKの音楽番組「みんなのうた」などのアニメーションを制作している。

## 作成作品一覧

### みんなのうた
- ◆は5分間1曲枠の楽曲。
- パパとるすばん / 遠藤由実（2007年4月・5月放送）